# Jackie Mere
Jackie Mere, artistnamn för Jaqueline Brantsberg, född 1999 i Göteborg, är en svensk sångerska och låtskrivare.
Jackie Mere växte upp i Hammarkullen och Biskopsgården i Göteborg i en familj med knappa medel. I tonåren köpte hon en gitarr och var gatumusikant i Göteborg för att dryga ut familjens inkomster.
I februari 2023 släppte hon sin debutsingel ”It ain't me”. Efter det var hon bland annat förband åt Veronica Maggio och uppträdde i SVT:s Allsång på Skansen innan debutalbumet Everything’s conditional släpptes i november samma år. Albumet bygger på dagbokstexter från Jackie Meres uppväxt. Vid Grammisgalan 2024 nominerades hon i kategorin Årets nykomling.